# Muguru, Tirumakudal Narsipur
Muguru là một làng thuộc tehsil Tirumakudal Narsipur, huyện Mysore, bang Karnataka, Ấn Độ.